# Gary Lineker
Gary Winston Lineker OBE (Leicester, 30 de novembro de 1960) é um ex-futebolista inglês que atuava como atacante. Atualmente trabalha como jornalista esportivo da BBC.
Lineker é um dos mais celebrados futebolistas ingleses, sendo o único jogador a ter sido o artilheiro do Campeonato Inglês por três clubes diferentes: Leicester City, Everton e Tottenham. Além disso, pela Seleção Inglesa o atacante foi ainda o artilheiro da Copa do Mundo FIFA de 1986. Ele é também o quarto maior artilheiro do English Team, atrás do lendário Bobby Charlton, de Wayne Rooney e de Harry Kane, o atual artilheiro.
Ficou conhecido não só pela habilidade e faro de gol, como também por seu cavalheirismo em campo. Discreto dentro e fora de campo, tornou-se um símbolo de fair-play, uma vez que em toda a sua carreira jamais recebeu cartão vermelho, nem mesmo amarelo, durante seus 16 anos de carreira. Como resultado, ele foi homenageado em 1990 com o Prêmio FIFA fair play. Em uma carreira sênior que durou 16 anos e 567 jogos competitivos, Lineker marcou um total de 330 gols, incluindo 282 gols em nível de clube. Após sua aposentadoria do futebol, ele foi introduzido no Hall da Fama do futebol inglês. Um grande apoiador do Leicester City, ele liderou um consórcio que investiu em seu antigo clube, salvando-o da falência, e foi nomeado vice-presidente honorário.
Assim como a elegância, a habilidade e a imagem de bom moço, sua carreira ficou marcada, todavia, pelos poucos títulos que conseguiu. Seu feito mais expressivo como jogador não foi um troféu, e sim a artilharia da Copa de 1986.

## Carreira

### Início
Lineker começou a carreira no Leicester City, clube de sua cidade-natal, realizando sua estreia profissional pelos Foxes em 1979. O clube encontrava-se na segunda divisão e, aos poucos, Lineker foi assumindo a condição de líder do time, que conseguiu o acesso. Os anos seguintes foram de lapidação. Até que, na temporada 1984–85, terminaria como artilheiro do Campeonato Inglês, com 24 gols, e chegaria à Seleção Inglesa.
Seu brilho naquela temporada chamou a atenção de uma equipe maior, o Everton, que o contratou imediatamente, por 800 libras esterlinas. Sem seu principal jogador, o Leicester voltaria à segunda divisão duas temporadas depois.
O Everton era o então campeão nacional e o único time que conseguia bater de frente com o Liverpool, por sinal seu arquirrival, naquela época. Mesmo campeão inglês, os Toffees não puderam participar da Copa dos Campeões da UEFA em razão do próprio Liverpool: na temporada 1984–85, este decidiu o torneio com a Juventus, e hooligans torcedores dos Reds provocaram a morte de 39 torcedores do adversário, no que ficou conhecida como tragédia de Heysel, o estádio onde realizou-se a partida. A punição estendeu-se a todos os clubes ingleses, proibidos de participar de competições europeias oficias pelos cinco anos seguintes.

### Auge
No clube azul de Liverpool, começou a temporada ganhando a Supercopa da Inglaterra contra o Manchester United. Lineker manteve a veia goleadora posteriormente e sagrou-se novamente artilheiro do campeonato, agora com 30 gols, e garantindo sua presença na Copa do Mundo FIFA de 1986. O Everton, porém, ficou aquela temporada com dois vice-campeonatos. Para piorar, o campeão foi justamente o Liverpool, no Campeonato Inglês, por dois pontos, e na Copa da Inglaterra; na Copa, ele chegou a inaugurar o placar no primeiro tempo, mas os rivais, que já haviam faturado o título inglês, viraram para 3–1 na segunda etapa. Seria a única temporada de Lineker em Goodison Park: após sua exuberante Copa do Mundo, foi contratado pelo Barcelona.
O treinador do Barça na época era seu compatriota Terry Venables, e Lineker chegou com outro britânico, o galês Mark Hughes. O Barça já contava com outro, o escocês Steve Archibald. Lineker não tardou para se destacar: na estreia, fez dois gols contra o Racing Santander. Na primeira temporada, a de 1986–87, marcou os três gols na vitória por 3–2 no clássico contra o Real Madrid. Ele marcou ainda outros dezesseis gols ao longo do Campeonato Espanhol, terminando como vice-artilheiro. Porém, foi o arquirrival quem terminou campeão, por três pontos. Em melhor momento, o Real venceria a liga novamente nos outros dois anos em que Lineker ficaria no Camp Nou.
Ainda assim, foi nos blaugranas que ele faturou seus dois primeiros títulos de expressão: a Copa do Rei de 1987–88 e a Recopa Europeia de 1988–89, além de ter batizado o jogo eletrônico Gary Lineker's SuperStar Soccer (em 1987). Porém, Lineker acabou deixando o clube após a Recopa, aborrecido com o técnico Johan Cruijff. Cruijff insistia em escalá-lo no meio-de-campo, onde o inglês não rendia tão bem, e aos poucos ele saiu do time titular. Lineker, mesmo saindo pela porta dos fundos, não guarda mágoas da equipe. Declarou uma vez que "adorava a pressão de jogar pelo Barcelona na frente de 120 000 pessoas a cada duas semanas. Alguns jogadores não gostam disso, mas eu adorava a sensação dos grandes jogos".

### Final da carreira e pós-gramados
Lineker voltou então à Inglaterra, agora como jogador do Tottenham. E logo em seu retorno, alcançou pela terceira vez a artilharia do Campeonato Inglês, com 24 tentos. No ataque dos Spurs formou grande dupla com Paul Gascoigne, transportada também para a Seleção Inglesa. E foi na equipe londrina que o goleador conseguiu seu único troféu importante na terra natal, a Copa da Inglaterra de 1990–91, sobre o Nottingham Forest. No final daquele ano, ficaria em terceiro na primeira vez em que a FIFA escolheu o melhor jogador do mundo, atrás do premiado, o alemão Lothar Matthäus, e do francês Jean-Pierre Papin.
Depois da temporada seguinte, a de 1991–92, deixou White Hart Lane e o futebol inglês, despedindo-se também da seleção após a Eurocopa de 1992. Lineker foi jogar no nascente futebol profissional do Japão, onde seu filho, que sofria de um tipo raro de câncer, teria melhores condições de tratamento. Ali, atuou por dois anos no Nagoya Grampus Eight até aposentar-se dos gramados em 1994. Desde então, exerce a função de comentarista esportivo da BBC.
Em 2002, com um bom patrimônio, Lineker empenhou-se para salvar sua ex-equipe e clube do coração, o Leicester City, da falência. Com empresários da região, formou um consórcio para comprar o City, que necessitava de 7,8 milhões de dólares para não fechar as portas. Além de usar seu próprio dinheiro, Lineker esforçou-se para angariar fundos não só das empresas, como dos moradores locais. Seu envolvimento foi reconhecido pelos torcedores, que uniram-se em torno da causa até que os credores do clube aceitaram em janeiro de 2003 a negociação com o consórcio de Lineker.

## Seleção Nacional
Lineker recebeu a primeira oportunidade de atuar pela Seleção Inglesa ainda no Leicester City, em 1984. A boa fase - e a artilharia - por qual passava no clube de sua cidade foi mantida quando esteve no Everton, na temporada 1985–86, e foi naturalmente incluído entre os convocados para a Copa do Mundo FIFA de 1986.

### Copa do Mundo de 1986
O English Team começou mal a Copa: perdeu na estreia para Portugal e empatou sem gols contra o Marrocos. Ameaçada de ser eliminada na primeira fase, a Inglaterra classificou-se graças a uma exibição primorosa de Lineker na última partida do grupo: ele marcou os três gols na vitória por 3–0 sobre a Polônia. Nas oitavas de final, marcou outras duas vezes nos 3–1, desta vez sobre o Paraguai, em um jogo duro: os paraguaios não se furtaram em recorrer a golpes de caratê para derrubar Lineker.
Nas quartas de final, a Inglaterra enfrentou outro adversário sul-americano, a Argentina. Era a primeira vez que os dois se encontravam em campo, depois de terem se enfrentado na Guerra das Malvinas, ocasionando um clima tenso criado pela imprensa dos dois países. O próprio exército mexicano teve de comparecer por volta do Estádio Azteca: tanques patrulhavam as ruas e, dentro do estádio, havia grande número de militares em meio aos torcedores. O segundo tempo começou sem que nenhuma das equipes tivesse marcado, até Diego Maradona anotar seu célebre gol de mão, aos cinco minutos, validado a despeito dos protestos dos jogadores ingleses. Em espaço de alguns minutos, Maradona marcou outro gol igualmente mítico, driblando meio time inglês antes de colocar a bola nas redes.
A dez minutos do fim da partida, Lineker escorou de cabeça para as redes de Nery Pumpido um cruzamento de John Barnes. A três minutos do final, a jogada se repetiu: Barnes cruzou, Lineker saltou, mas quem entrou nas redes foi ele, e não a bola. Lineker não conseguira alcançá-la e a Argentina venceu, mandando a Inglaterra de volta para casa.

### Copa do Mundo de 1990 e Eurocopas
Dois anos depois, fazendo sucesso no Barcelona, Lineker esteve presente na Eurocopa de 1988, mas os britânicos foram muito mal e despediram-se do torneio na lanterna do grupo da primeira fase, com três derrotas. Outros dois anos passaram-se e chegou a Copa do Mundo FIFA de 1990. Lineker e seu colega de Tottenham Paul Gascoigne, formavam o ataque inglês. Lineker marcou na estreia, contra a Irlanda, mas passou em branco nas três partidas seguintes.
Reacendeu contra Camarões, a sensação do mundial. Os africanos, inspirados por Roger Milla, venciam a partida de virada por 2–1, quando a dez minutos do fim, Lineker foi derrubado na grande área e o árbitro assinalou pênalti. Ele mesmo cobrou e levou a partida à prorrogação. No tempo extra, um passe de Gascoigne a Lineker venceu a defesa dos Leões Indomáveis e, quando este iria chutar, foi novamente calçado na grande área. Mais uma vez, ele cobrou e marcou, evitando uma derrota contundente para os ingleses. Os britânicos conseguiam voltar a uma semifinal de Copa pela primeira vez desde a de Copa do Mundo FIFA de 1966, quando sediaram o torneio e foram campeões. O adversário seria o mesmo da final de 1966: a Alemanha Ocidental.
A Inglaterra dominou o primeiro tempo, mas nenhum gol foi feito. Após sessenta minutos e contrariando a tendência do jogo, os alemães inauguram o placar com uma boa sorte: um chute de falta atingiu o pé de Paul Parker, fazendo com que a bola subisse, encobrisse Peter Shilton e entrasse nas redes. Dez minutos depois, porém, Lineker aproveitou a confusão da defesa germânica, insinuou-se por ela e empatou. O tempo normal se encerrou, porém, com outra imagem marcante: a do choro compulsivo de Gascoigne, consolado por Lineker após tomar o segundo cartão amarelo na Copa, o que impediria Gazza de disputar a final, caso a Inglaterra chegasse a ela.
A partida acabaria só sendo decidida nos pênaltis: Lineker acertou a sua cobrança, mas os colegas Stuart Pearce e Chris Waddle desperdiçaram e os rivais alemães foram à final, da qual sairiam campeões. Ele saiu do torneio como vice-artilheiro. Seus dez gols somados em Copas fazem dele o maior goleador do English Team no torneio. Ele se despediu da seleção após a Eurocopa de 1992, com a Inglaterra novamente fazendo má campanha e terminando em último lugar em seu grupo na primeira fase.

## Gols pela Inglaterra
| #  | Data                    | Local                                      | Adversário         | Resultado              | Competição                       | Gols Marcados |
| -- | ----------------------- | ------------------------------------------ | ------------------ | ---------------------- | -------------------------------- | ------------- |
| 1  | 26 de março de 1985     | Estádio de Wembley                         | Irlanda            | 2–1                    | Amistoso                         | 1             |
| 2  | 16 de junho de 1985     | Los Angeles Memorial Coliseum, Los Angeles | Estados Unidos     | 5–0                    | Amistoso                         | 2             |
| 3  | 16 de outubro de 1985   | Estádio de Wembley                         | Turquia            | 5–0                    | Elim. Copa do Mundo 1986         | 3             |
| 4  | 11 de junho de 1986     | Estádio Tecnológico, Monterrey             | Polónia            | 3–0                    | Copa do Mundo de 1986            | 3             |
| 5  | 18 de junho de 1986     | Estádio Azteca, Cidade do México           | Paraguai           | 3–0                    | Copa do Mundo de 1986            | 2             |
| 6  | 22 de junho de 1986     | Estádio Azteca, Cidade do México           | Argentina          | 1–2                    | Copa do Mundo de 1986            | 1             |
| 7  | 15 de outubro de 1986   | Estádio de Wembley                         | Irlanda do Norte   | 3–0                    | Elim. Euro 1988                  | 2             |
| 8  | 18 de fevereiro de 1987 | Estádio Santiago Bernabéu, Madrid          | Espanha            | 4–2                    | Amistoso                         | 4             |
| 9  | 19 de maio de 1987      | Estádio de Wembley                         | Brasil             | 1–1                    | Amistoso (Copa Rous)             | 1             |
| 10 | 9 de setembro de 1987   | Rheinstadion, Düsseldorf                   | Alemanha Ocidental | 1–3                    | Amistoso                         | 1             |
| 11 | 10 de maio de 1987      | Estádio de Wembley                         | Turquia            | 8–0                    | Elim. Euro 1990                  | 3             |
| 12 | 25 de maio de 1988      | Estádio de Wembley                         | Colômbia           | 1–1                    | Amistoso (Copa Rous)             | 1             |
| 13 | 22 de novembro de 1988  | Estádio de Wembley                         | Países Baixos      | 2–2                    | Amistoso                         | 1             |
| 14 | 28 de maio de 1988      | Stade Olympique de la Pontaise, Lausana    | Suíça              | 1–0                    | Amistoso                         | 1             |
| 15 | 26 de abril de 1989     | Estádio de Wembley                         | Albânia            | 5–0                    | Elim. Euro 1990                  | 1             |
| 16 | 3 de junho de 1989      | Estádio de Wembley                         | Polónia            | 3–0                    | Elim. Euro 1990                  | 1             |
| 17 | 7 de junho de 1989      | Valby Idrætspark, Copenhaga                | Dinamarca          | 1–1                    | Amistoso                         | 1             |
| 18 | 26 de março de 1990     | Estádio de Wembley                         | Brasil             | 1–0                    | Amistoso                         | 1             |
| 19 | 15 de maio de 1990      | Estádio de Wembley                         | Dinamarca          | 1–0                    | Amistoso                         | 1             |
| 20 | 11 de junho de 1990     | Estádio Sant'Elia, Cagliari                | Irlanda            | 1–1                    | Copa do Mundo de 1990            | 1             |
| 21 | 1 de julho de 1990      | Estádio San Paolo, Nápoles                 | Camarões           | 3–2                    | Copa do Mundo de 1990            | 2             |
| 22 | 4 de julho de 1990      | Stadio delle Alpi, Turim                   | Alemanha Ocidental | 1–1 (3–4 nos pênaltis) | Copa do Mundo de 1990            | 1 + 1 pen     |
| 23 | 2 de abril de 1990      | Estádio de Wembley                         | Hungria            | 1–0                    | Amistoso                         | 1             |
| 24 | 17 de outubro de 1990   | Estádio de Wembley                         | Polónia            | 2–0                    | Elim. Euro 1992                  | 1             |
| 25 | 6 de fevereiro de 1991  | Estádio de Wembley                         | Camarões           | 2–0                    | Amistoso                         | 2             |
| 26 | 26 de julho de 1991     | Estádio de Wembley                         | Argentina          | 2–2                    | Amistoso (England Challenge Cup) | 1             |
| 27 | 3 de junho de 1991      | Mt Smart Stadium, Auckland                 | Nova Zelândia      | 1–0                    | Amistoso                         | 1             |
| 28 | 12 de junho de 1991     | Stadium Merdeka, Kuala Lumpur              | Malásia            | 4–2                    | Amistoso                         | 4             |
| 39 | 13 de novembro de 1991  | Stadion Miejski, Poznań                    | Polónia            | 1–1                    | Elim. Euro 1992                  | 1             |
| 30 | 19 de fevereiro de 1992 | Estádio de Wembley                         | França             | 2–0                    | Amistoso                         | 1             |
| 31 | 29 de abril de 1992     | Estádio Lujniki, Moscou                    | CEI                | 2–2                    | Amistoso                         | 1             |

## Títulos

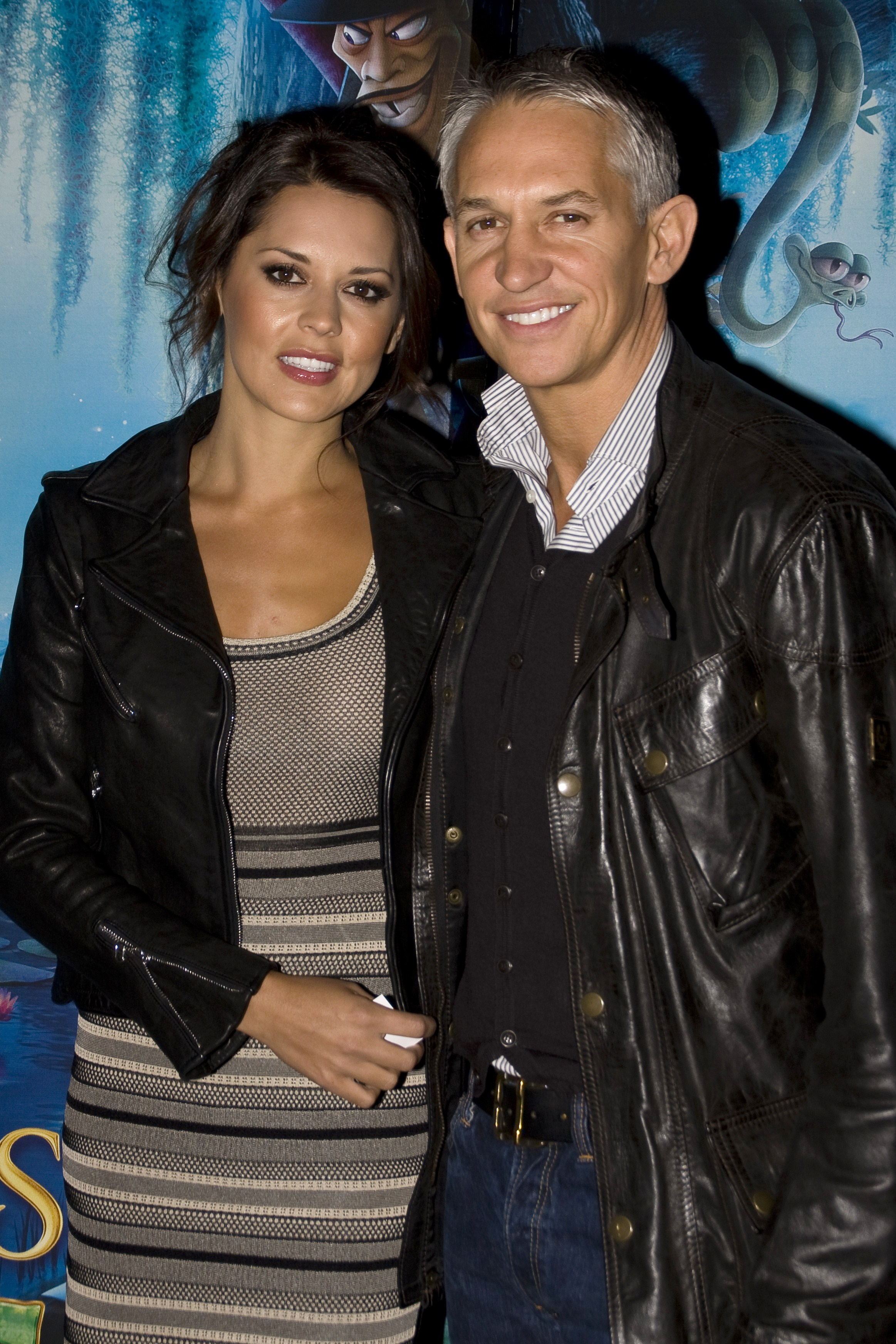
Lineker com sua esposa, Danielle, em 2010

Leicester City
- Segunda Divisão Inglesa: 1979–80

Everton
- Supercopa da Inglaterra: 1985

Barcelona
- Copa do Rei: 1987–88
- Recopa Europeia: 1988–89

Tottenham
- Copa da Inglaterra: 1990–91
- Supercopa da Inglaterra: 1991

### Prêmios individuais
- Seleção da Copa do Mundo FIFA: 1986
- Onze de Bronze: 1986
- Melhor Jogador do Futebol Inglês: 1986 e 1992
- Jogador do ano na Inglaterra pela PFA: 1985–86
- Prêmio FIFA Fair Play: 1990
- Terceiro Melhor Jogador do Mundo FIFA: 1991
- Prêmio Tributo FWA: 1997
- Hall da Fama do Futebol Inglês: 2003
- FIFA 100: 2004[12]
- Equipe PFA do Século (1977–1996): 2007

### Artilharias
- Segunda Divisão Inglesa : 1983 (26 gols)
- Campeonato Inglês: 1984–85 (24 gols), 1985–86 (30 gols) e 1989–90 (24 gols)
- Copa do Mundo FIFA: 1986 (6 gols)